# Над (Ирландия)
Над (англ. Nad; ирл. Nead an Fholair, «гнездо орла») — деревня в Ирландии, находится в графстве Корк (провинция Манстер).